# Авъл Корнелий Кос Арвина
Вижте пояснителната страница за други личности с името Авъл Корнелий Кос.
Авъл Корнелий Кос Арвина (на латински: Aulus Cornelius Cossus Arvina) e политик на Римската република. Произлиза от патрицииската фамилия Корнелии.
През 353 и 349 пр.н.е. той е magister equitum. През 343 пр.н.е. е консул с колега Марк Валерий Корв. По време на първата самнитска война той е обкръжен от самнитите и е спасен от Публий Деций Муз. След това той има победа против самнитите и получава за победата си триумф.
Арвина е отново консул през 332 пр.н.е., колега му е Гней Домиций Калвин. През 322 пр.н.е. той e диктатор с началник на конницата Марк Фабий Амбуст и има победа във втората самнитска война, за което получава триумф. През 320 пр.н.е. той става Fetialis.